# ایگناتیوس ۳۵۶۲
سیارک ۳۵۶۲ (به انگلیسی: 3562 Ignatius، نامگذاری:1984AZ) سه هزار و پانصد و شصت و دومین سیارک کشف شده‌است که در ۸ ژانویه ۱۹۸۴ کشف شد.
قدر مطلق سیارک برابر ۱۳٫۱۰ است.